# Diecezja Padwy
Diecezja Padwy – diecezja Kościoła rzymskokatolickiego w północnych Włoszech, w metropolii Wenecji, w regionie kościelnym Triveneto.
Została erygowana w III wieku. Jej parafie znajdują się na obszarze czterech świeckich prowincji: Padwy, Vicenzy, Treviso i Wenecji.